# Hochmoselbrücke

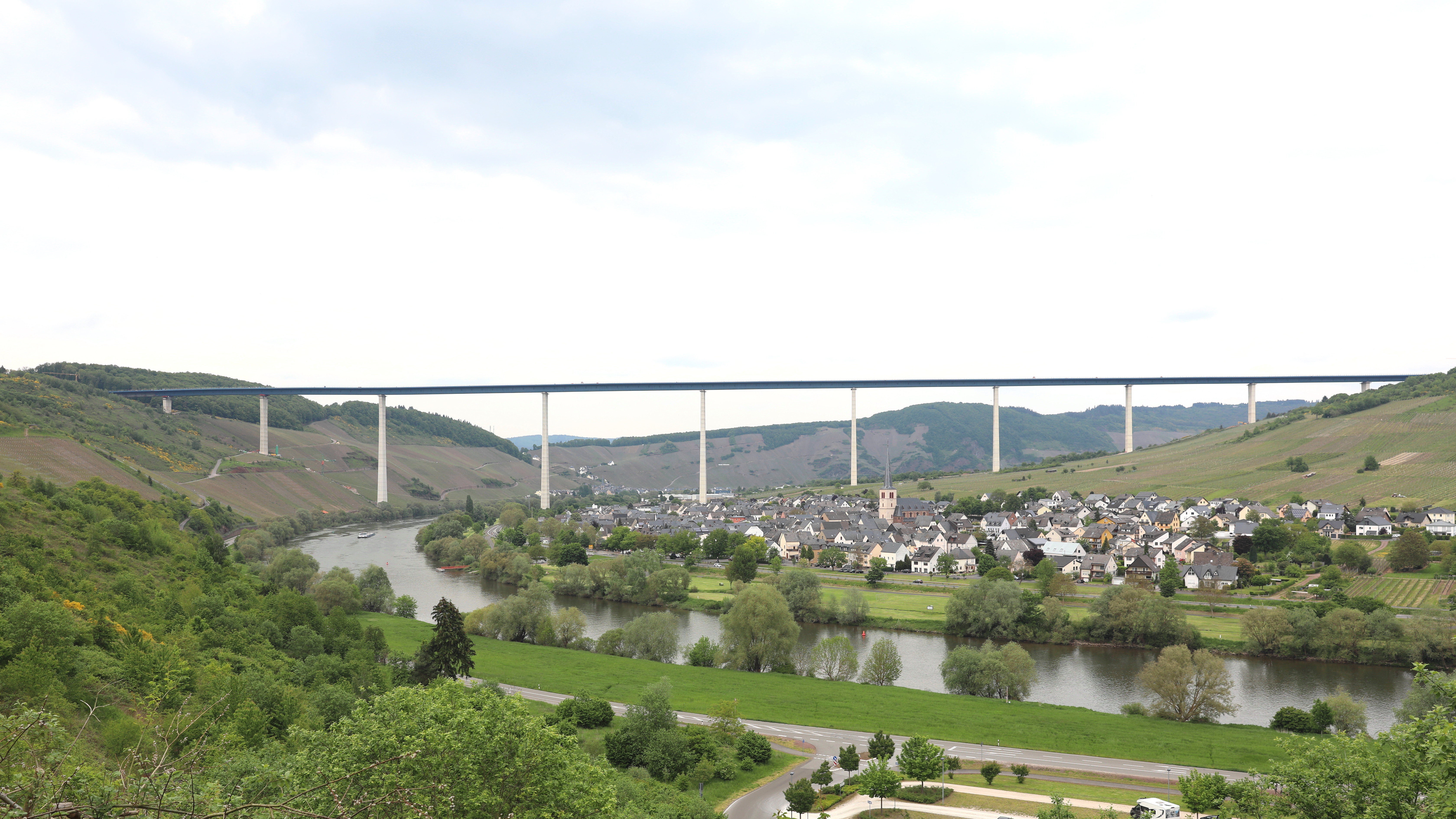
Hochmoselbrücke vid Rachtig, maj 2019.

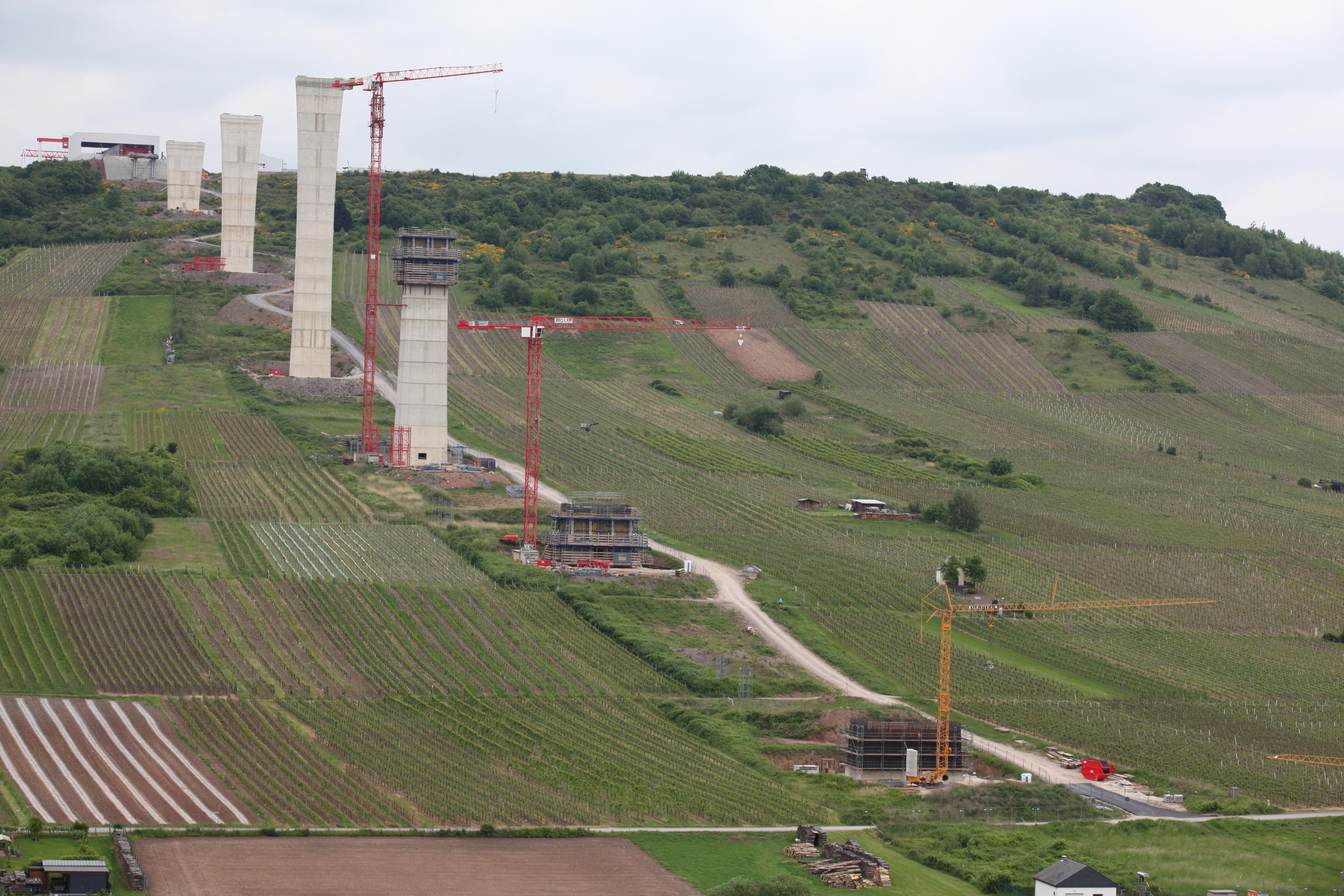
Bropelare under byggnation, maj 2014.

Hochmoselbrücke är en fyrfilig landsvägsbro som korsar floden Mosel söder om Ürzig och norr om Zeltingen-Rachtig i den tyska delstaten Rheinland-Pfalz, öppnad för trafik den 21 november 2019. Bron, en del av vägavsnittet Hochmoselübergang längs Bundesstrasse 50, är avsedd att underlätta trafikflödet mellan belgiska och nederländska hamnar och storstadsområdet kring Frankfurt. Brons totala längd är 1 702,4 meter. Vägbanans höjd över Mosel är 158 meter.